# Генри, Патрик
Патрик Генри (англ. Patrick Henry; 29 мая 1736 — 6 июля 1799) — американский государственный деятель, юрист и фермер, активный борец за независимость американских колоний, широко известный своей речью на вирджинском совете, где произнёс: «Дайте мне свободу или смерть!». Считается отцом-основателем США, служил также первым и шестым губернатором Вирджинии. Генри родился в округе Хановер, где прошёл обучение, помогал отцу в его трактире, после чего самостоятельно освоил юриспруденцию, в 1760 году стал адвокатом, и прославился после «дела Парсона». Его избрали в Палату бюргеров Виргинии, где он быстро прославился речами против «Гербового акта 1765 года». В 1774 и 1775 он был делегатом первого и второго Континентального конгресса, на ход которого не оказал существенного влияния. Однако его выступления сделали его популярными в Вирджинии, особенно после «порохового инцидента», когда он сумел собрать ополчение и заставить британскую армию выплатить компенсацию за незаконно изъятый порох. Он был убеждённым сторонником независимости и работал над проектами Вирджинской декларации прав и Вирджинской конституции. 29 июня 1776 года он был избран первым губернатором независимой Вирджинии. Покинув этот пост в 1779, он служил в палате делегатов, а затем отслужил ещё два губернаторских срока. Со временем он начал опасаться усиления федерального правительства и отказался прибыть на конституционный конвент 1787 года. Он начал бороться против ратификации Конституции США, чем в основном и стал известен в истории. В последние годы жизни он вернулся к юридической практике, отказавшись от предложений постов от федерального правительства.

## Ранние годы
Патрик Генри родился в колонии Вирджиния на фамильной ферме «Стадли» в округе Хановер. Его отцом был Джон Генри (1704–1773), который жил в шотландском Абердиншире и эмигрировал в Вирджинию в 1720-х годах. Около 1732 года он поселился в округе Хановер и женился на Саре Уинстон Сим (1710–1784), вдове из известной семьи английского происхождения. Патрик Генри носил то же имя, что и его дядя, англиканский священник, и до его смерти в 1777 году часто упоминался как Патрик Генри Младший. Отец Патрика был близким родственником Элеоноры Сим из Эдинбурга, которая в 1777 году вышла замуж за Генри Брума, и их сын, лорд-канцлер Генри Брум был, таким образом, троюродным братом Патрика Генри.
До 10 лет Патрик учился в местной школе, где научился читать, писать и считать, после чего отец перевёл его на домашнее обучение, и Патрик немного освоил латынь и греческий язык. Но это было нерегулярное образование, непостоянное, и даже оно закончилось, когда Патрику исполнилось 15 лет.  Известно, что в те годы он особенно увлекался охотой. Со временем фамильные земли и рабы перешли в собственность его старшего брата, Джона Сима Младшего, и Патрику пришлось искать себе источники дохода. В возрасте 15 лет он стал клерком у местного торговца, а уже через год вместе с братом открыл свой магазин, но этот бизнес не был успешным.  

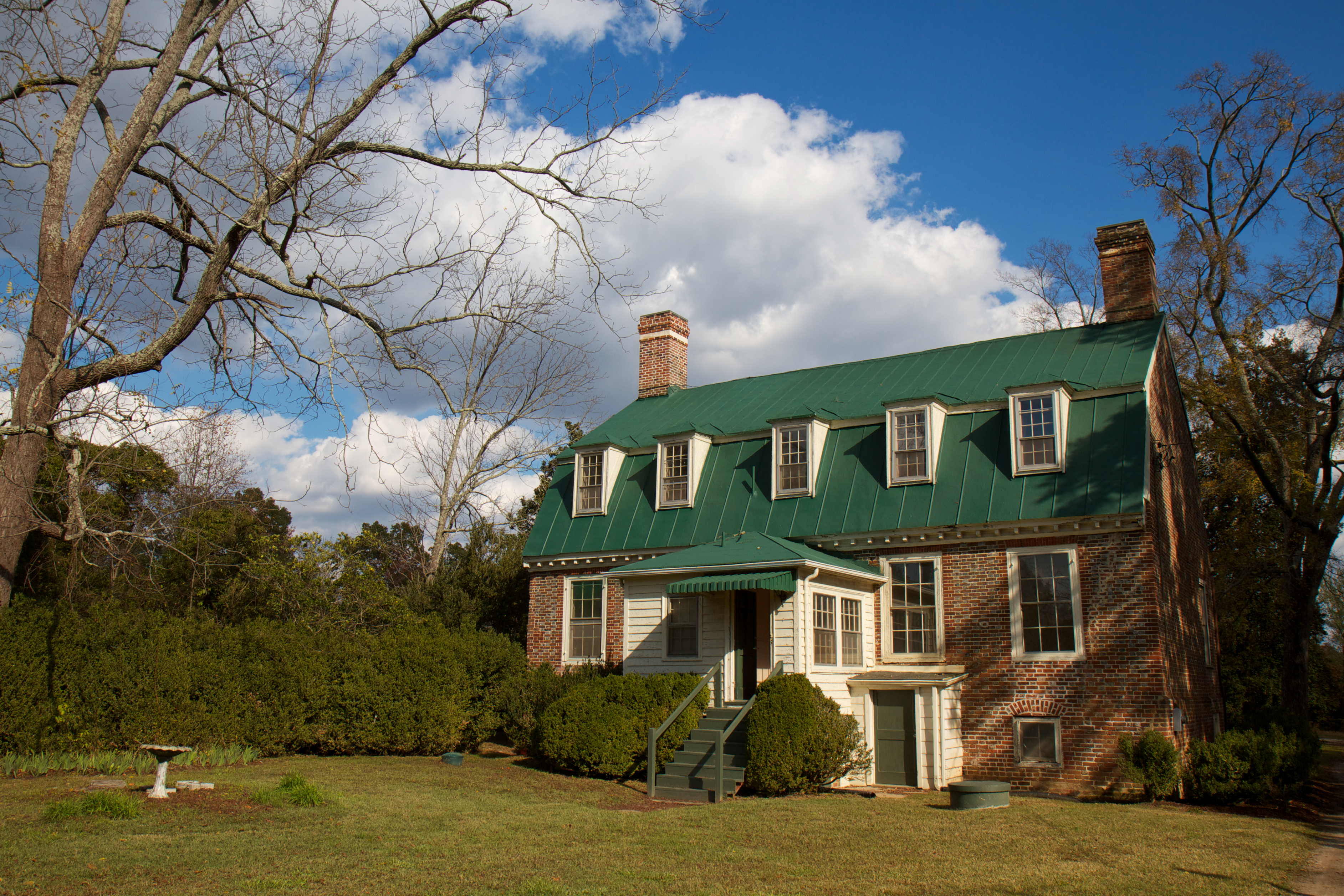
Усадьба Рурал-Плейнс.

В 1754 году Генри женился на Саре Шелтон, женщине «такой же безденежной, как и он сам», по выражению Тайлера, который считал этот поступок опрометчивым и нелепым. Считается, что церемония прошла на террасе фамильного дома жены, Рурал-Плейнс. В качестве свадебного подарка отец Сары подарил им 6 рабов и 300 акров земли на ферме Пайн-Слэш около Механиксвилла. К тому времени земля была уже сильно истощена, и Генри вместе с рабами занялся расчисткой дикой земли под посевы. Однако вскоре последовала засуха, а затем сгорел и сам дом, и Генри перебрался в Хановер-таверн, заведение, принадлежавшее отцу его жены. Здесь ему пришлось принимать гостей и развлекать их игрой на скрипке. Одним из посетителей заведения оказался Томас Джефферсон, которому было тогда 17 лет. Он останавливался в таверне на пути в колледж Вильгельма и Марии, и потом писал, что познакомился с Патриком несмотря на разницу в возрасте. В 1824 году Джефферсон сказал Даниелу Уэбстеру, что Генри когда-то был барменом, и это не совсем точно, поскольку Генри в основном обслуживал гостей, а не торговал алкоголем.
У Генри было семь сестёр. Любимой его сестрой была Энни, которая вышла замуж за капитана Уильяма Кристиана в 1768 году. Сестра Элизабет стала женой Уильяма Кемпбелла, который в годы войны стал капитаном в полку Патрика. В 1781 году она вторично вышла замуж за генерала Уильяма Рассела. Сестра Джейн вышла замуж за полковника Самуэла Мередита (1732—1808). Сестра Сюзанна стала женой генерала Томаса Мэдисона. Сестра Мэри вышла замуж за Люка Боуэра, а Люси, младшая, вышла замуж за клерка и полковника ополчения Валентина Вуда. Сестра Сара вышла за английского торговца.

## Общественная деятельность
Работая в таверне, Генри находил время для изучения права. Точно неизвестно, как долго он его изучал, но впоследствии он утверждал, что усвоил его за месяц. По совету местного юриста он в 1760 году подал заявку на лицензию и прошёл экзамен, который принимали самые известные юристы в Уильямсберге. Юридические познания Патрика были недостаточно глубоки, но он произвёл сильное впечатление своим складом ума, и в итоге в апреле 1760 года ему выдали лицензию и он открыл практику при судах Хановера и в прилегающих округах.

### Дело Парсона

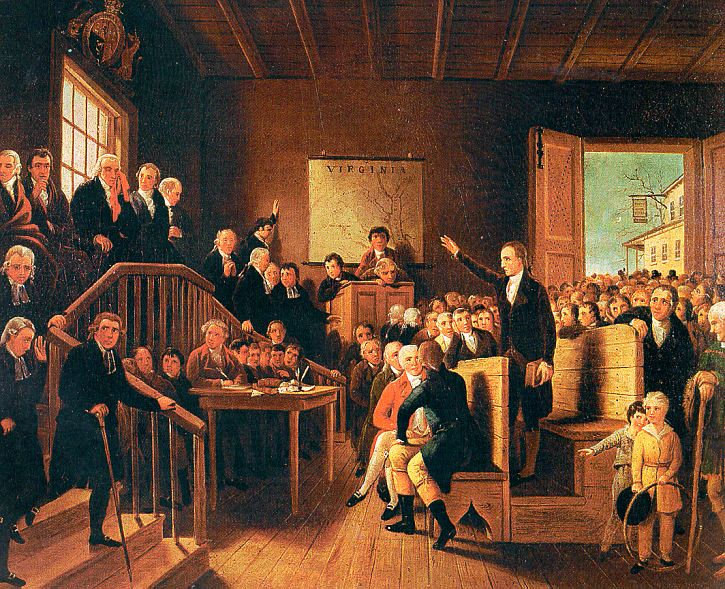
Выступление Патрика Генри по делу Парсона, картина Джорджа Кука ок. 1834 года

Засухи 1750-х годов привели к росту цен на табак. В колонии было не много драгоценных металлов, поэтому зарплаты священникам, согласно закону 1748 года, выдавались табаком. До засухи табак стоил 2 пенса за фунт (0,45 кг), а в 1755 и 1758 году вирджинская Палата бюргеров издала «Акт о двух пенни», позволяющий выплачивать долги, записанные в фунтах табака, деньгами из расчёта 2 пенса за фунт. Эти выплаты касались официальных лиц и в частности клира англиканской церкви. Некоторые священники попросили Торговую Палату в Лондоне отменить этот акт, поэтому 10 августа 1759 года Британское правительство признало акт недействительным. Урожай табака в 1758 году был плохим, табак подорожал, поэтому некоторым клирикам удалось через суд заставить приход выплатить им недостачу. В 1762 году некто Д. Мори обратился в суд округа Хановер с требованием компенсации — это дело стало известно как «Дело Парсона». Ответчик нанял адвокатом за 15 шиллингов Патрика Генри. Сторона обвинения утверждала, что Мори за период действия «Двухпенсового акта» получил 144 фунта, хотя исходя из рыночной цены табака должен был получить 450 фунтов, поэтому требовал компенсации в размере 300 фунтов.
1 декабря 1763 года состоялся суд. Генри выступил с речью, которая длилась час. Не касаясь вопроса экономического ущерба, он отметил неконституционность действий королевского правительства, которое не имело прав налагать вето на акты Вирджинии и отменять «Двухпенсовый акт». Акт Вирджинии он оценил как полезный для общества, и заявил, что король, отменивший законный акт, превращается из отца нации в «тирана», который утратил право требовать повиновения, а клириков назвал врагами общины. Адвокат истца открыто обвинил Генри в государственной измене и поднял крик, но Генри продолжал речь, а судья не останавливал его. В итоге Генри добился того, что суд выплатил Джеймсу Мори символическую компенсацию в размере одного пенса. Дело Парсона стало первым выступлением против королевских решений в колонии, выявило протестные настроения и недовольство положением англиканской церкви. Это же дело стало началом политической карьеры Патрика Генри.

### Гербовый акт
Дело Парсона сделало Генри знаменитым в вирджинской провинции. Он стал ещё известнее в 1764 году, когда представлял интересы Натаниеля Дэндриджа, депутата Палаты бюргеров от округа Хановер. Дэндриджа обвиняли в подкупе избирателей при помощи угощения алкоголем, что было общепринятой, но запрещённой практикой. Генри прочитал яркую речь в защиту Дэндриджа, которая не сохранилась до нашего времени. Он проиграл дело, но успел познакомиться со многими влиятельными политиками: Ричардом Генри Ли, Пейтоном Рэндольфом и Джорджем Уитом. В 1765 году Палату покинул Уильям Джонсон, депутат от округа Луиза и один из прежних клиентов Генри по делу Парсона. Так как у Генри была своя земля в этом округе, он воспользовался правом быть депутатом, и победил на выборах в мае 1765 года.Он сразу же отправился в Уильямсберг, где уже открылась сессия Палаты.
Между тем расходы на Войну с Францией (1756–1763) увеличили внешний долг Великобритании, и правительство стало искать способы сбора денег с американских колоний. В 1765 году был издан Акт о гербовом сборе, который вводил специальный сбор в пользу Англии. Этот акт должен был частично решить финансовые проблемы и укрепить власть короля в колониях. Палата бюргеров поручила Эдварду Монтагю, своему представителю в Лондоне, выразить несогласие с новым сбором и так же поступили представители других колоний. В самой Вирджинии начались споры вокруг этого акта.

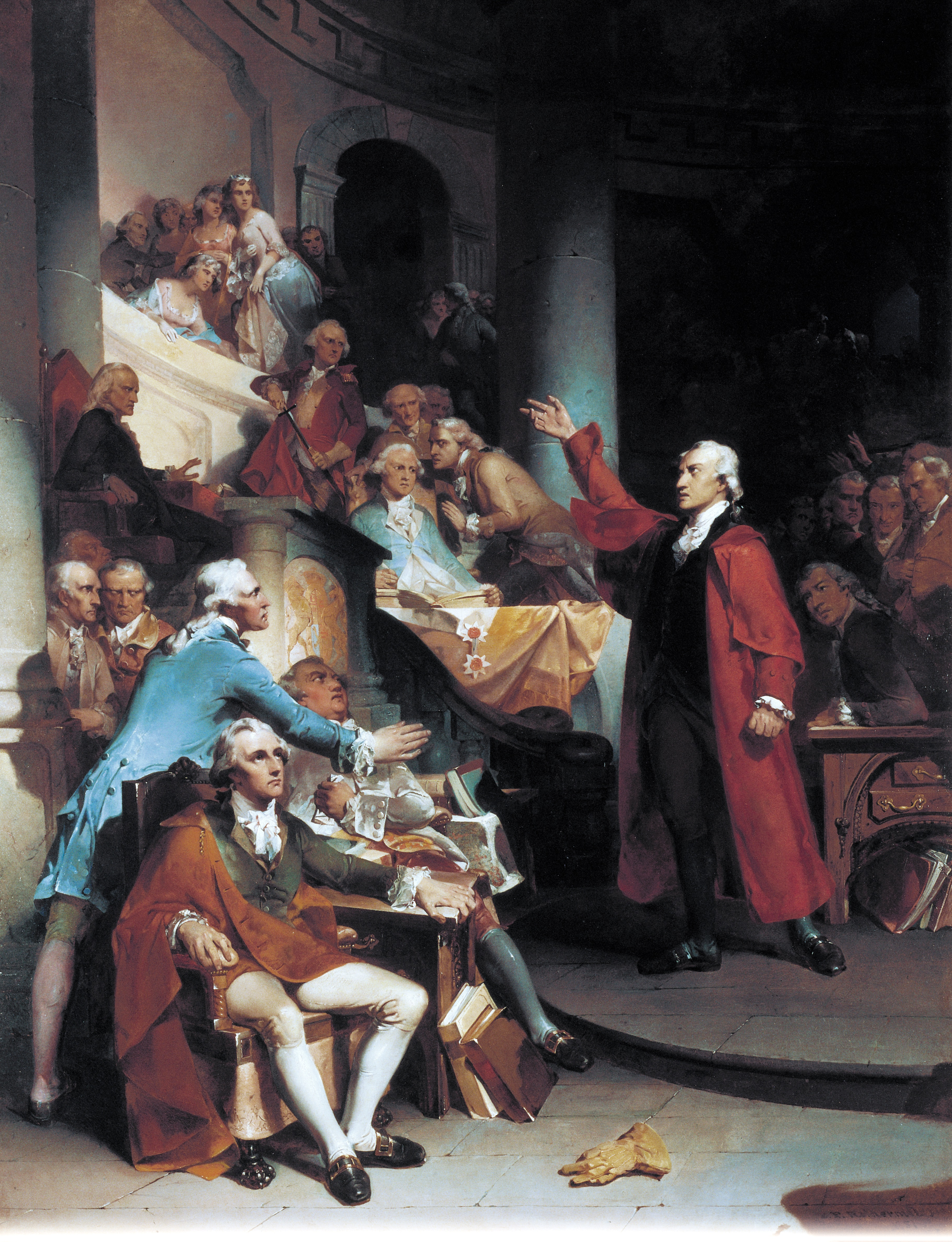
Выступление Патрика Генри 29 мая. Картина Питера Ротермеля 1851 года.

Палата бюргеров собралась в начале мая, но первые три недели рассматривала лицензии паромщикам, лицензии на отстрел волков и прочие мелкие дела. Ближе к концу мая многие депутаты (в их числе Дж. Вашингтон) разъехались по домам. Пассивность палаты объяснялась в основном тем, что она ждала ответа из Лондона на свою петицию. Никто не был готов к решительным протестам: Палата имела большой опыт прошений в адрес правительства, но никогда не протестовала открыто, и её лидеры были непривычны к такого рода заявлениям.
Патрик Генри присоединился к сессии Палаты 20 мая. Уже 28 мая пришло письмо  из Лондона от Монтагю с сообщением, что Гербовый акт принят. На следующий же день, 29 мая, Генри зачитал в палате Вирджинские резолюции (Virginia Stamp Act Resolves). Он утверждал, что колонисты имеют те же права, что и англичане, не признавал налогов без представительства, и объявлял, что только вирджинская Ассамблея имеет право вводить налоги. Предполагается, что Генри увидел в решении правительства как угрозу правам колонистов, так и возможность заработать политический капитал.
Дословного текста выступления Генри не сохранилось, все известные его реконструкции основаны на поздних воспоминаниях, когда и Генри и его речь стали знамениты. Первая попытка реконструкции были предпринята в 1790 году Джеймсом Мэдисоном, а вторая только в 1805 году Генри Уиртом. Уирт описывал выступление Генри так: «Громовым голосом, похожий в тот момент на бога, Генри воскликнул: "У Цезаря был Брут, у Карла I — Кромвель, и  Георгу III... — («Измена!» — закричал спикер. «Измена, измена!» — отозвалось эхом в каждом углу палаты. Это было одним из тех испытаний, которые определяют характер. Генри не запнулся ни на мгновение; но, поднявшись на недосягаемые высоты, вперив в спикера горевшие решительным огнем глаза, он окончил свою фразу самым твердым образом) ...и Георгу III следовало бы учесть их опыт. Если это измена, то извлечём из неё все возможное"». И если в резолюциях Генри нападал в основном на парламент и правительство Джорджа Гренвилла, а не короля лично, что было традиционно для американской политической риторики, то в своей речи он напрямую обвинил в несправедливости самого короля.
В дневниках депутата палаты Чарльза Мюррея содержится несколько иная версия высказывания о Цезаре и Бруте. «...один из членов [палаты] встал и сказал, что читал, что в былые времена у Тарквиния и Юлия был свой Брут, у Карла был Кромвель, и он не сомневается, что какой-то добрый американец тоже встанет за свою страну». А спикер, по словам Мюррея, возмутился, что никто в палате не остановил этого депутата. В ответ Генри заявил в своей лояльности королю и извинился за свои высказывания. Историки XX века иногда осуждали Генри за трусость в этом вопросе, но по мнению историка Джона Кукла поведение Генри соответствовало принятому парламентскому этикету, предполагавшему извинения за резкие выражения, и было скорее риторическим приёмом опытного оратора.
Ассамблея незамедлительно приняла Резолюции, предложенные Генри. Эта победа сразу сделала его крупной политической фигурой и показала политикам Вирджинии, какие новые перспективы перед ними открылись. Его примеру последовал Ричард Генри Ли, который отчасти завидовал славе Генри и потом утверждал, что первым протестовал против Акта, но вся слава досталась Генри. Впоследствии Ли и Генри станут ведущими политиками Вирджинии.
Ассамблея приняла только пять резолюций из семи, но губернатор Фрэнсис Фокир запретил печатать их в официальной газете колонии. В итоге газеты напечатали не официально принятый текст, а первоначальные семь резолюций, которые звучали гораздо радикальнее, чем официально принятые. В середине августа 1765 года они достигли Лондона и стали первой известной миру реакцией на Гербовый акт. Резолюции повлияли на рост протестных настроений в колониях  и сделали Вирджинию лидером протеста против политики Парламента.

### Юрист и землевладелец
Фокир закрыл сессию Палаты 1 июня 1765 года и не созывал её до ноября 1766 года. К тому времени Гербовый акт был отозван парламентом Англии, а Вирджиния без сессии палаты не смогла выбрать и послать депутатов на Конгресс Гербового акта. Закрытие сессии не позволило и Генри как-то участвовать в политическом процессе. Когда палата снова собралась на сессию, Генри вернулся к политике, но в конце 1760-х и начале 1770-х посвятил время в основном личным делам. В конце 1765 года его семья переехала в новый дом в округе Луиза, где Генри прожил до 1769 года, а потом вернулся в округ Хановер. Он продолжал работать адвокатом, и только в 1774 году все суды в колонии были закрыты. Впоследствии Джефферсон писал, что Генри был не очень хорошим юристом и брал слишком много за свою работу, хотя современные историки считают утверждения Джефферсона безосновательными. В 1769 году Генри получил право вести дела при главном суде в Уильямсберге, что было более престижным, чем работа адвоката при окружных судах.
На часть своих доходов Генри приобрёл земли на западе, примерно там, где сейчас западная часть Вирджинии, Западная Вирджиния и Кентукки. Он верил в будущее земель долины реки Огайо и участвовал в проектах по её заселению. К 1771 году доходы позволили ему купить плантацию Скочтаун с усадьбой в 16 комнат, которая была одной из самых больших в Вирджинии.
Владение плантацией означало владение рабами, а у Генри рабы были со дня его свадьбы. Но он был уверен, что рабовладение не должно существовать, и надеялся на освобождение рабов, хотя и не знал, каким именно способом. Он размышлял над возможностью переселить рабов обратно в Африку, но понимал, что это невозможно с практической точки зрения. Количество его собственных рабов постепенно росло, особенно после второго брака в 1777 году, и в итоге к моменту своей смерти в 1799 году в его руках было 67 рабов. Он работал над запретом ввоза рабов в Вирджинию и добился введения такого запрета в 1778 году. Генри надеялся, что это поможет ликвидировать рабство, но чернокожее население стало увеличиваться за счёт естественного прироста, и Вирджиния стала экспортировать рабов в соседние штаты.

### Второй кризис

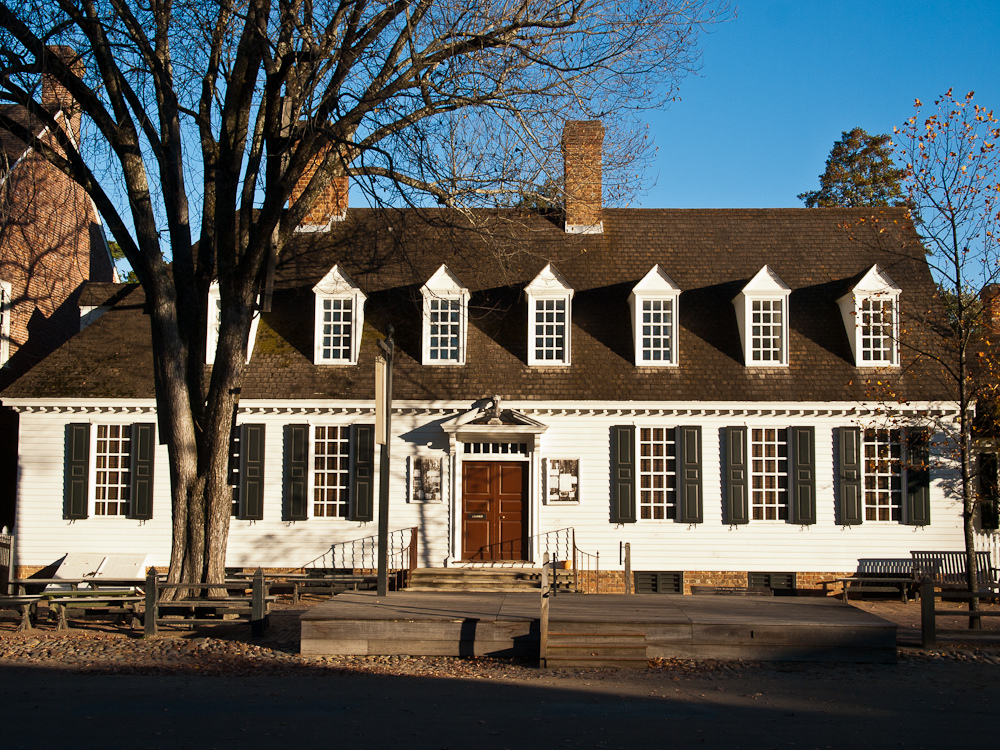
Таверна Роли в Уильямсберге

В 1771 году губернатором Вирджинии стал Джон Мюррей, граф Данмор. В 1773 году Палата сформировала Комитет по корреспонденции (12 марта), чтобы установить связь с другими колониями и координировать совместные действия. Патрик Генри стал членом этого комитета. 16 декабря 1773 года в Бостоне произошла акция протеста, известная как «Бостонское чаепитие». В ответ парламент Англии издал Бостонский портовый акт, которым закрыл бостонский порт до возмещения убытков. Когда об этом стало известно в Уильямсберге, депутаты Палаты собрались в Таверне Роли и сформировали комитет под руководством Генри. Этот комитет  1 июня 1774 года составил текст резолюций, которые были одобрены Палатой, но лорд Данмор закрыл сессию Палаты. Депутаты снова собрались в таверне Роли уже как независимое от губернатора Собрание (Convention). Они подтвердили бойкот английского чая и постановили созвать Континентальный конгресс.
В следующий раз Собрание открылось 1 августа 1774 года. Лорд Данмор был в походе против индейцев (поход, известный как Война Данмора) и не смог помешать собранию. Собрание раскололось на сторонников примирения с метрополией и сторонников конфронтации, но успело выбрать трёх делегатов на Континентальный Конгресс. Ими стали Эдмунд Пендлтон, Джордж Вашингтон и Патрик Генри. Генри поехал в  Филадельфию, по пути заехал в усадьбу Вашингтона Маунт-Вернон, откуда все трое отправились на Конгресс.

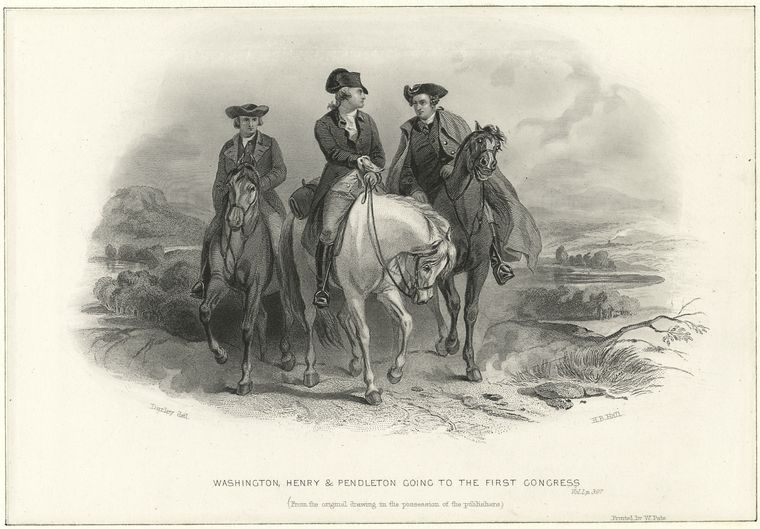
Вашингтон, Генри и Пендлтон едут на конгресс. Гравюра 1886 года

Сессия Конгресса началась 5 сентября 1774 года в Карпентер-Холле в Филадельфии. Депутат Сайлас Дин вспоминал, что Генри был лучшим оратором из всех ему известных. Чарльз Томсон (секретарь Конгресса) писал, что не ожидал ничего выдающегося от человека, одетого как сельский священник, но когда Генри заговорил, то проявил невиданную силу аргумента и необычайное красноречие и сразу овладел вниманием аудитории. «Все  с удивлением вопрошали друг друга... "Кто это? Кто это такой?" и ответом тех немногих, кто знал его, было "Это Патрик Генри"».
Генри был участником первого спора в Конгрессе: по поводу того, должны ли колонии иметь равное количество голосов или же пропорциональное их населению. Генри выступал за пропорциональную систему, при которой крупные колонии имели больше голосов. Он утверждал, что границы штатов более не имеют значения. «Эти флоты, армии, и всё это положение вещей говорит, что правительства больше нет. Где ваши границы колоний? Нет больше различий между вирджинцами, пенсильванцами, нью-йоркцами и жителями Новой Англии. Я не вирджинец, я американец». Но конгресс не поддержал его точку зрения, а из-за его театральности ему решили не поручать важнейший комитет по выработке заявлений о правах колоний, а направили в следующий по важности комитет, который занимался коммерческими вопросами. Генри был уверен, что призвание Конгресса в том, чтобы подготовить общественное мнение к войне. Его поддержали Джон Адамс и Сэмюэл Адамс (делегаты из Массачусетса), но Конгресс в основном был не на его стороне. Было решено отправить королю петицию. Генри составил два проекта петиции, но они не были одобрены, а 26 октября Конгресс проголосовал за проект Джона Дикинсона, который основывался на советах Патрика Генри и Ричарда Генри Ли. К моменту голосования Генри уже уехал домой, поэтому петицию за него подписал Ричард Ли. Правительство эту петицию не приняло.
Между тем в 1771 году, после рождения шестого ребёнка, у жены Генри, Сары Шелтон, стали проявляться признаки психического расстройства, из-за чего её отправили в Скочтаун под присмотр родственников. Существует предположение, что у неё был послеродовой психоз, который в то время не умели лечить. Время от времени к ней применяли смирительную рубашку. В Вирджинии уже с 1773 года существовали лечебницы для душевнобольных, но Генри решил, что ей лучше будет дома. Сара умерла в 1775 году, после чего Генри избавился от всего, что напоминало об умершей жене и даже продал Скочтаун в 1777 году.

### Дайте мне свободу или смерть

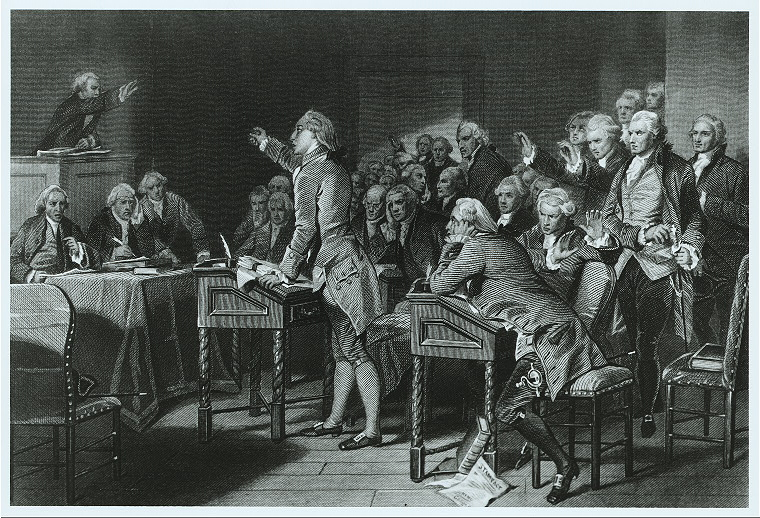
Выступление Патрика Генри, гравюра 1850 года.

20 марта 1775 года в Ричмонде, в епископальной церкви Сент-Джон, собралось Второе вирджинское собрание, на котором Патрик Генри присутствовал как делегат от округа Хановер. На собрании Эдмунд Пендлтон предложил присоединиться к петиции Ямайки, которая жаловалась на политику парламента, но в то же время признавала за королём право вето на решение колониальных властей. Патрик Генри со своей стороны предложил три резолюции, которые призывали созвать ополчение колонии.
Это предложение вызвало возражения, причины которых сейчас не известны. Резолюции не содержали в себе ничего нового, и точно такие же решения уже были приняты в Мэриленде и Делавэре, а в иной формулировке и в других колониях. Историк Мосес Тайлер предположил, что проблема была не в самих резолюциях, а в их интерпретации. Другие колонии созывали ополчение ввиду вероятности войны, в то время как Патрик Генри считал войну уже реальностью, и фактически призывал к объявлению войны.
Защищая свою позицию, Генри 23 марта прочитал речь, которая стала самой известной в его карьере и одной из самых известных в американской истории. Полного текста этой речи тоже не сохранилось, отчасти потому что Генри не придавал большого значения своим речам. Известный сейчас текст впервые был опубликован Уильямом Уиртом в 1816 году. Судя по его стилистике, можно предположить, что он как минимум передаёт суть речи Патрика Генри.

Если у нас и достанет низости этого пожелать, теперь уже слишком поздно уклоняться от схватки. Отступления нет, кроме как к гнету и рабству! Наши цепи выкованы! Их звон слышен на равнинах Бостона! Война неизбежна — и да будет война! Я повторяю, сэр, да будет война.
Бессмысленно вдаваться в объяснения. Кое-кто провозгласит "мир, мир!", но мира нет! Война уже началась! Шквал, летящий с севера, донесёт до наших ушей лязг оружия! Наши братья уже вышли на поле битвы! Почему же мы стоим без движения? Чего мы хотим, что нам нужно? Так ли дорога жизнь, и так ли сладостен мир, чтобы уплатить за них цену цепей и рабства? Да не попустит Всемогущий Бог! Не знаю, каким путем последуют другие, но что до меня — дайте мне свободу, или дайте мне смерть!
Оригинальный текст (англ.)– If we were base enough to desire it, it is now too late to retire from the contest. There is no retreat but in submission and slavery! Our chains are forged! Their clanking may be heard on the plains of Boston! The war is inevitable and let it come! I repeat it, sir, let it come.

It is in vain, sir, to extenuate the matter. Gentlemen may cry, Peace, Peace but there is no peace. The war is actually begun! The next gale that sweeps from the north will bring to our ears the clash of resounding arms! Our brethren are already in the field! Why stand we here idle? What is it that gentlemen wish? What would they have? Is life so dear, or peace so sweet, as to be purchased at the price of chains and slavery? Forbid it, Almighty God! I know not what course others may take; but as for me, give me liberty or give me death!
— 

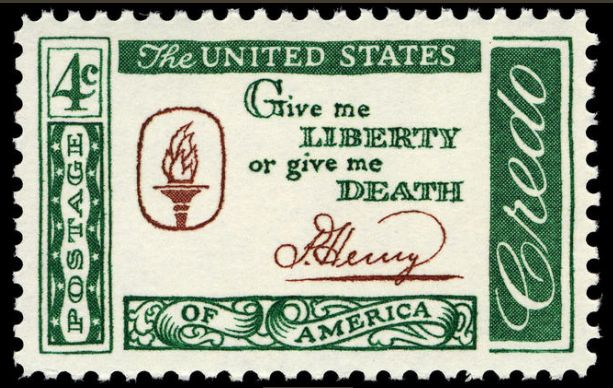
Марка США 1960 г.

По замечанию историка Томаса Кидда, финал речи был написан под влиянием пьесы Джозефа Эддисона «Cato, a Tragedy», известной в колониях с 1749 года, в которой есть слова «It is not now a time to talk of ought/But chains, or conquest; liberty or death».

### Пороховой инцидент
21 апреля 1775 года губернатор лорд Данмор приказал отряду морских пехотинцев конфисковать порох в арсенале Уильямсберга и вывезти его на корабль. Порох принадлежал правительству Вирджинии и хранился на случай если придётся применять оружие, например, против восставших рабов. Поступок Данмора разозлил многих вирджинцев. Генри в те дни как раз отправлялся в Филадельфию на сессию Второго Континентального конгресса, но получил сообщение об инциденте, отменил поездку и принял командование отрядом местного ополчения. 2 мая он с этим отрядом отправился к Уильямсбергу, надеясь или вернуть порох или добиться выплаты компенсации. В это время уже пришли известия о столкновениях при Лексингтоне и Конкорде, и многие вирджинцы были уверены, что война с Англией уже началась. К отряду Генри присоединялись другие отряды ополченцев, и его сил было уже достаточно, чтобы захватить Уильямсберг, но в 16 километрах от города депутаты Конгресса уговорили его остановиться. Губернаторский совет согласился на выплату компенсации, и на этом инцидент, известный как «Пороховой инцидент», был исчерпан.
6 мая губернатор издал прокламацию с осуждением Генри, но 15 округов одобрили его действия. Не все были на его стороне, многие политики полагали, что поход на Уильямсберг мог спровоцировать войну, в которой Вирджиния оказалась бы одна против всей Великобритании. Были опасения, что такое использование ополчения может угрожать общественному порядку и частной собственности, но протестные настроения в колония росли, поэтому противники Генри или постепенно переходили на его сторону или избегали демонстрировать свою позицию.
Генри явился на сессию Конгресса с некоторым опозданием 18 мая 1775 года. На этот раз Генри никак себя не проявил. Джефферсон утверждал, что Генри был хорош при обсуждении вопроса прав и свобод, но не так ярок при решении практических вопросов. Он умел вдохновлять и мотивировать, но не был организатором. Конгресс санкционировал создание Континентальной армии и назначил Джорджа Вашингтона Главнокомандующим, что было одобрено Патриком Генри, несмотря на то, что вирджинская делегация была в основном против кандидатуры Вашингтона, предпочитая Артемаса Уорда. Вероятно, Генри был ближе по духу к массачусетским радикалам, которые тоже поддержали Вашингтона. После завершения сессии он вернулся в Вирджинию и более не покидал её границ.
Когда Генри вернулся в Вирджинию, Третий Вирджинский конвент присвоил ему звание полковника 1-го Вирджинского полка (18 сентября), хотя многие опасались, что он слишком радикален для этой опасной должности. У него не было военного опыта, но в то время этому не придавали значения, тем более, что он уже проявил себя походом на Уильямсберг. Вашингтон считал, что Собрание допустило ошибку, когда перевело Генри из законодательного органа на полевую службу. В сентября 1775 года вирджинский комитет спасения поставил Генри во главе всех вооружённых сил провинции Вирджиния. Несмотря на громкое звание, он оставался под жёстким контролем гражданской администрации. Генри занялся рекрутским набором и формированием флота. В ноябре 1775 года лорд Данмор издал в Норфолке прокламацию, объявляющую свободными всех рабов которые встанут под его знамёна, и ещё до этого вооружил несколько сотен чернокожих. Генри предупредил военные власти округов всерьёз отнестись к этой угрозе и усилить патрули.
В феврале 1776 года вирджинские войска были переформированы и стали частью Континентальной армии. Генри лишился должности главнокомандующего вирджинскими войсками (явно под давлением его противников в Собании), но остался полковником 1-го Вирджинского. Он отказался продолжать службу в таких условиях и подал в отставку. Это вызвало возмущение в армии и едва ли не бунт в полку, но ему удалось успокоить людей.

## В должности губернатора

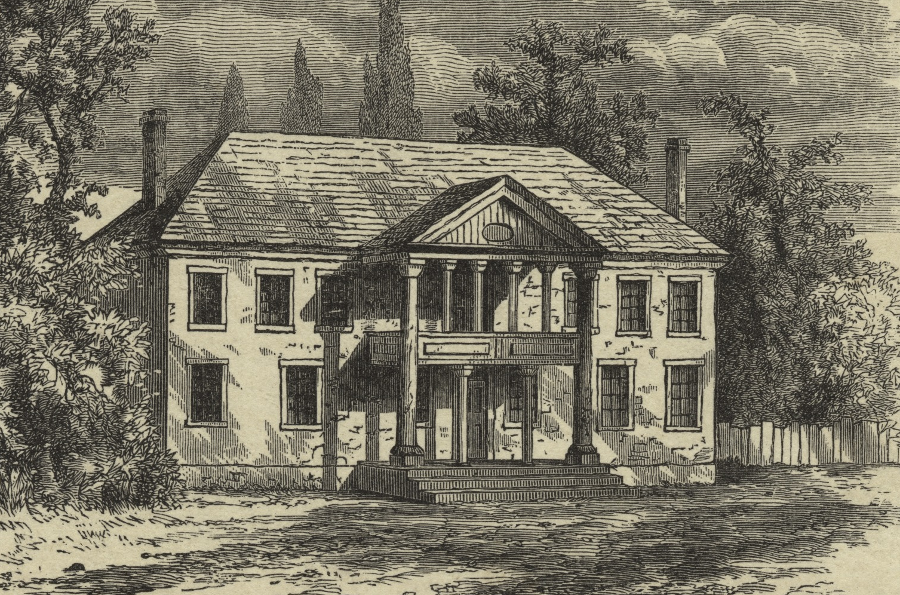
Здание Второго капитолия, в котором собиралось Вирджинское собрание. Гравюра 1870 года.

Генри не присутствовал на 4-м Вирджинском конвенте в декабре 1775 года, поскольку на тот момент был военным, но как только он снова стал гражданским лицом, жители округа Хановер избрали его, в апреле 1776 года, делегатом на Пятый Вирджинский конвент, сессия которого открылась в мае. Большинстве делегатов были сторонниками независимости, но не знали, когда и как стоит её объявить. Генри предложил резолюцию, которая объявляла о независимости Вирджинии и призывала Конгресс объявить о независимости колоний. Он снова выступил с речью, оказавшись в стихии, для которой был рождён, как заметил Эдмунд Рэндольф. «Он призвал разрубить тот узел, который холодное благоразумие не могло развязать, — писал Рэндольф, — и это было решение, достойное его гения. Он не вдавался в тонкости рассуждений, но, пробуждённый народным духом, был подобен огненному столпу, который ведет людей через тьму к земле обетованной». В итоге резолюция была единогласно принята 14 мая 1776 года. Она объявляла о независимости Вирджинии и требовала от вирджинских делегатов на Континентальном конгрессе требовать официально отказаться от подданства и всякой иной формы зависимости от Короны и парламента Великобритании. Выполняя это поручение, Ричард Генри Ли 7 июня представил Конгрессу резолюцию, известную сейчас как Резолюция Ли, которая привела к появлению Декларации независимости США.
После этого Собрание стало рассматривать вопрос создания Конституции для нового штата. Генри вошёл в состав специального комитета под руководством Арчибальда Кэри. Основная работа была проделана Джорджем Мэйсоном, депутатом от округа Фэрфакс, который из-за болезни задержался и прибыл в Уильямсберг только 18 мая. Сначала Мэйсон составил проект Вирджинской декларации прав, которую впоследствии Джефферсон использовал как основу для Декларации независимости. Комитет обсудил текст 25 мая, и в ходе обсуждения Генри по совету Джеймса Мэдисона предложил добавить требование полной свободы религии. Комитет воспринял предложение как угрозу вирджинскому англиканству и отверг его. Позже Мэдисон сделал вторую попытку через другого делегата, вероятно, Рэндольфа, и на этот раз предложение прошло. В тексте Мэйсона содержалось предложение запретить Билли об опале, но Генри предложил снять этот запрет, полагая, что это единственная возможная мера наказания для некоторых крупных правонарушителей. 12 июня 1776 года Вирджинская Конституция и Декларация были приняты Собранием.
Формирование вирджинского правительства стало вопросом общенационального характера. Джефферсон прислал свои предложения из Филадельфии. Джон Адамс прислал Генри письмо с изложением своих взглядов, на что Генри ответил, что они полностью соответствуют его собственным. Но в итоге правительство было создано по плану Мэдисона: основная власть доставалась вирджинской Палате делегатов, нижней палате законодательного собрания. Палата делегатов и Сенат Вирджинии вместе образовывали Генеральную Ассамблею, оно же Законодательное собрание. По Конституции 1776 года губернатор избирался обеими палатами, не имел права вето и в важных вопросах должен был быть одобрен Губернаторским советом. Генри был против такого ослабления исполнительной власти, полагая, что это может быть опасно в случае войны, но его позиция поддержана не была. 29 июня 1776 года прошли губернаторские выборы, на которых Генри получил 60 голосов, а Томас Нельсон 45 голосов, и Патрик Генри стал первым губернатором независимой Вирджинии. Популярность Генри помогла новой власти, хотя сам он оказался в стороне от реальной власти, которая была в руках Палаты делегатов.
5 июля Генри принёс присягу губернатора, и почти сразу же заболел и был вынужден уехать на лечение в Скочтаун. Он вернулся в Уильямсберг в сентябре и вступил в переписку с Вашингтоном, обсуждая военные вопросы. Вашингтон жаловался на качество ополчения, и говорил, что для долгой войны нужна профессиональная армия. Генри пытался помочь ему в наборе войск, но многие факторы мешали ему, в частности ограниченные права губернатора. В декабре 1776 года, когда армия Вашингтона отступала от Нью-Йорка, встревоженная Ассамблея наделила Генри дополнительными полномочиями. Это вызвало беспокойство Джефферсона, который заподозрил, что Генри может стать диктатором. В марте 1777 года Генри предложил Вашингтону идею набора рекрутов сроком на 8 месяцев службы, но Вашингтон отклонил это предложение как совершенно бесполезное. Генри признал, что Вашингтон разбирается в этом вопросе. Набор шёл плохо, вирджинцы были готовы служить в ополчении, но не шли в Континентальную армию, где надо было служить за пределами штата. Дезертирство стало проблемой, которую Генри не удавалось решить.
Генри отслужил свой первый год и 2 июля 1777 года принёс присягу за второй год. 25 октября он женился в Скочтауне на Доротее Дэндридж, дочери своего бывшего клиента Натаниеля Веста Дэндриджа из округа Хановер. Натаниель был дядей Марты Дэндридж Вашингтон, жены Джорджа Вашингтона, и таким образом Генри стал дальним родственником Вашингтона. У него уже было шесть детей от первой жены, и теперь к ним прибавилось ещё 11 от второй жены, хотя два ребенка умерли в детстве. К тем 30 рабам, что имелись в собственности Генри теперь прибавились ещё 12 рабов его жены. Генри продал усадьбу Скочтаун и переехал на плантацию Литервуд в округе, который был только что назван его именем: округ Генри.
В зиму с 1777 на 1778 год армия Вашингтона стояла в лагере Велли-Фордж, а Генри организовывал доставку в лагерь скота и другого продовольствия. В те дни не все были довольны Вашингтоном и зародился даже так называемый «Заговор Конвея». Генри поддержал Вашингтона в этом деле: когда ему показали письма, раскрывающие интриги против генерала, он сразу переправил их Вашингтону. Позже, в 1794 году, Вашингтон написал, что всегда уважал Генри и даже обязан ему, поскольку тот не примкнул к оппозиции, а сразу передал ему письма, связанные с этим делом.
В декабре 1777 года Генри отправил на запад отряд во главе с генералом Джорджем Кларком, чтобы тот захватил селение Каскаския и тем самым обеспечил присоединение этой территории (сейчас известной как Кентукки) к Вирджинии. Кларк занял Каскаскию в июле 1778 года и оставался там до конца губернаторского срока Патрика Генри. Сам Генри считал это крупным успехом, хотя впоследствии, в 1779 году оказался в конфликте с Кларком.
29 мая 1778 года он был избран на третий годовой срок и снова без противодействия оппозиции. В декабре того года он запросил у Конгресса помощи для обороны Чесапикского залива, но помощи не последовало, а 8 мая 1779 года, в последние дни губернаторского срока Генри, британский флот Джорджа Кольера вошёл в залив, высадил десант, захватил Портсмут и Саффолк, и разрушил важные для Вирджинии склады. 24 мая британцы ушли. Генри, губернаторство которого было ограничено тремя сроками, покинул эту должность и вернулся в Литервуд. Губернатором был избран Томас Джефферсон.

## Служба в Палате делегатов
В Литервуде Генри посвятил себя делам своего округа. Он отказался участвовать в выборах в Конгресс, ссылаясь на личные дела и плохое здоровье. Его всё же выбрали делегатом Палаты от округа Генри, и он успел появиться на сессии палаты в Ричмонде, но его здоровье снова ухудшилось и он вернулся домой. Там он занялся набором добровольцев для отрядов, которые должны были противодействовать бандам лоялистов на фронтире. Он лично присутствовал при боевых операциях, хотя и не командовал войсками лично. Бои были в основном успешны, а в сентябре 1780 года эти отряды были распущены.
В январе 1781 года британские отряды под командованием Бенедикта Арнольда поднялись вверх по реке Джеймс и без сопротивления захватили Ричмонд. Генри вместе с губернатором Джефферсоном бежал в Шарлоттсвилл. Арнольд скоро отступил в Портсмут, но из Северной Каролины пришла армия генерала Корнуоллиса и в Вирджинии развернулись финальные фазы Йорктаунской кампании. Генри пытался собрать добровольцев для сопротивления, а в марте составил текст обращения палаты к Конгрессу с требованием помощи. В мае отряд Банастра Тарлетона напал на Шарлоттсвилл и едва не захватил в плен вирджинское правительство, которое успело бежать в Стонтон.
Губернатор Джефферсон скрылся на своей ферме в округе Бэдфорд, его губернаторский срок кончился, но законодательное собрание не собиралось, поэтому Вирджиния осталась без губернатора на 10 дней. Многие члены Палаты критиковали Джефферсона и призывали расследовать его деятельность на посту губернатора, и Генри был среди вождей этого протеста. Палата постановила начать следствие, но оно так и не было начато. Джефферсон невзлюбил Генри после этого, и сохранил эту неприязнь до самой смерти Генри в 1799 году.
После капитуляции британской армии под Йорктауном война прекратилась, и Генри до 1784 года служил в Палате делегатов. В 1783 году он поддержал резолюцию, которая снимала эмбарго на торговлю с Великобританией. Он же предложил резолюцию, которая разрешала лоялистам вернуться в Вирджинию. Она встретила возражения, и вопрос отложили до конца года. Выступая на дебатах, Генри спросил: «Мы поставили на колени Британского льва, и нам ли теперь бояться его щенков?». После некоторых поправок резолюция была принята в ноябре 1783 года.
В некоторых делах Генри работал вместе с Джеймсом Мэдисоном, но они разошлись в вопросе о государственной поддержке церкви. Мэдисон, подобно Джефферсону, желал отделения церкви от государства, которое, по его мнению, не должно финансировать религию. Генри же полагал, что налогоплательщики-христиане должны облагаться налогом на содержание своей церкви, и таким образом каждая конфессия получала бы финансирование подобно тому, как Англиканская церковь поддерживалась государством в годы войны. Этого же взгляда придерживался Вашингтон. Историк Томас Кид писал, что именно из-за этой позиции Генри не всеми признаётся за отца-основателя. Генеральная Ассамблея не успела принять билль, потому что 17 ноября 1784 года Патрик Генри снова был избран губернатором. Утверждение билля было отложено на год и в итоге его отклонили. Вместо этого Мэдисон предложил Ассамблее составленный Джефферсоном Билль о религиозной свободе, подразумевавший отделение церкви от государства, и он был принят в 1786 году.

## Второй губернаторский срок

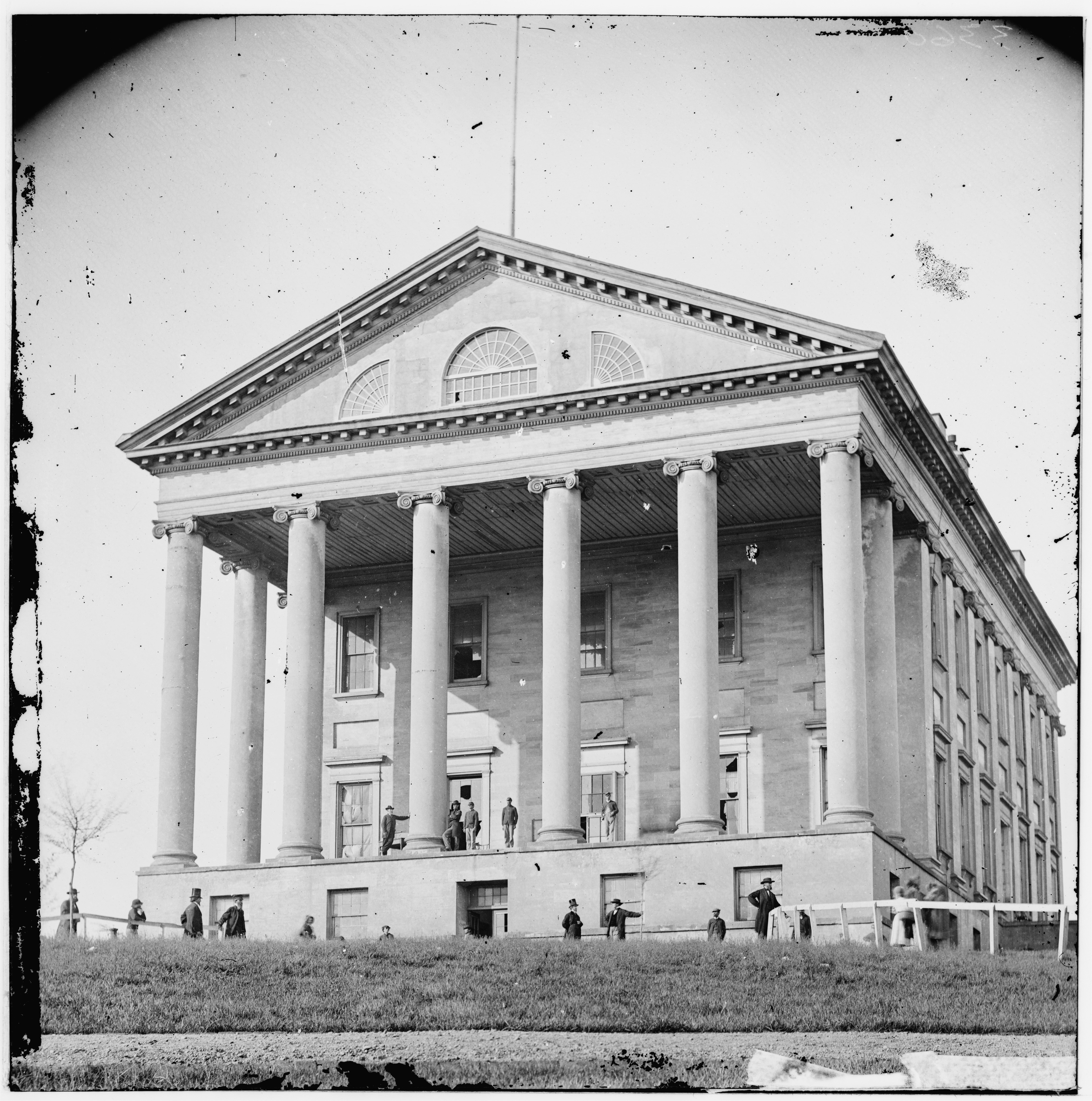
Новый Вирджинский капитолий был заложен 18 августа 1785 года (фото 1865 года).

Генри прослужил губернатором весь 1784 год и был переизбран на 1785. На этот раз его губернаторство проходило менее событийно. Он снял плантацию Солсбери в округе Честерфилд (в 21 километре от Ричмонда) и поселился там с семьёй, хотя имел официальную резиденцию в Ричмонде, около строящегося тогда Капитолия. В те дни он переписывался с Лафайетом по поводу пересылки оружия для ополчения из Франции.
В те годы ополчения округов находились под жёстким контролем местных властей, из-за чего в годы войны не удавалось использовать их для службы за пределами Вирджинии или перевести их в Континентальную армию. Генеральная ассамблея пыталась перевести ополчение под контроль штата, и для этого в 1784 году издала акт, отменяющий все офицерские звания. Губернатор Генри был уполномочен присваивать новые звания. Конституция штата требовала делать это по направлению окружных судов, но Генри решил вместо этого запросить рекомендаций от известных ему граждан каждого округа. Это едва не привело к восстанию в округах, поскольку акт ассамблеи был признан неконституционным. Акт так и не удалось привести в исполнение, и в октябре 1785 года Генри предложил отозвать его. В 1786 году акт был отозван.
Генри прилагал некоторые усилия для экономического развития штата, действуя в этом направлении и как губернатор, и как индивидуальный инвестор. Он поддерживал проекты по открытию навигации по верховьям Потомака и по реке Джеймс, задумывался о прокладке канала в долину реки Огайо и поддерживал планы по строительству канала через болота Грейт-Дисмал. Он рассчитывал, что этот канал позволит жителям востока Северной Каролины торговать с Норфолком. Он пытался заинтересовать этим проектом Вашингтона, но не преуспел. Но при этом, когда в 1785 году собралась конференция в Маунт-Вернон для обсуждения развития навигации по реке Потомак, Генри не уведомил представителей своего штата о конференции и из-за этого на ней присутствовало только два вирджинца. Рэндольф, который из-за этого тоже не попал на конференцию, предположил, что Генри сознательно поступил так, из-за своей растущей неприязни к федеральным властям. В 1786 году он действовал уже активнее, обеспечив присылку делегатов на конференцию в Аннаполисе. В конце 1786 года завершился пятый и последний губернаторский срок Патрика Генри, и он покинул пост, ссылаясь на то, что ему надо заботиться о семье. Его преемником стал Эдмунд Рэндольф.

## Обсуждение Конституции

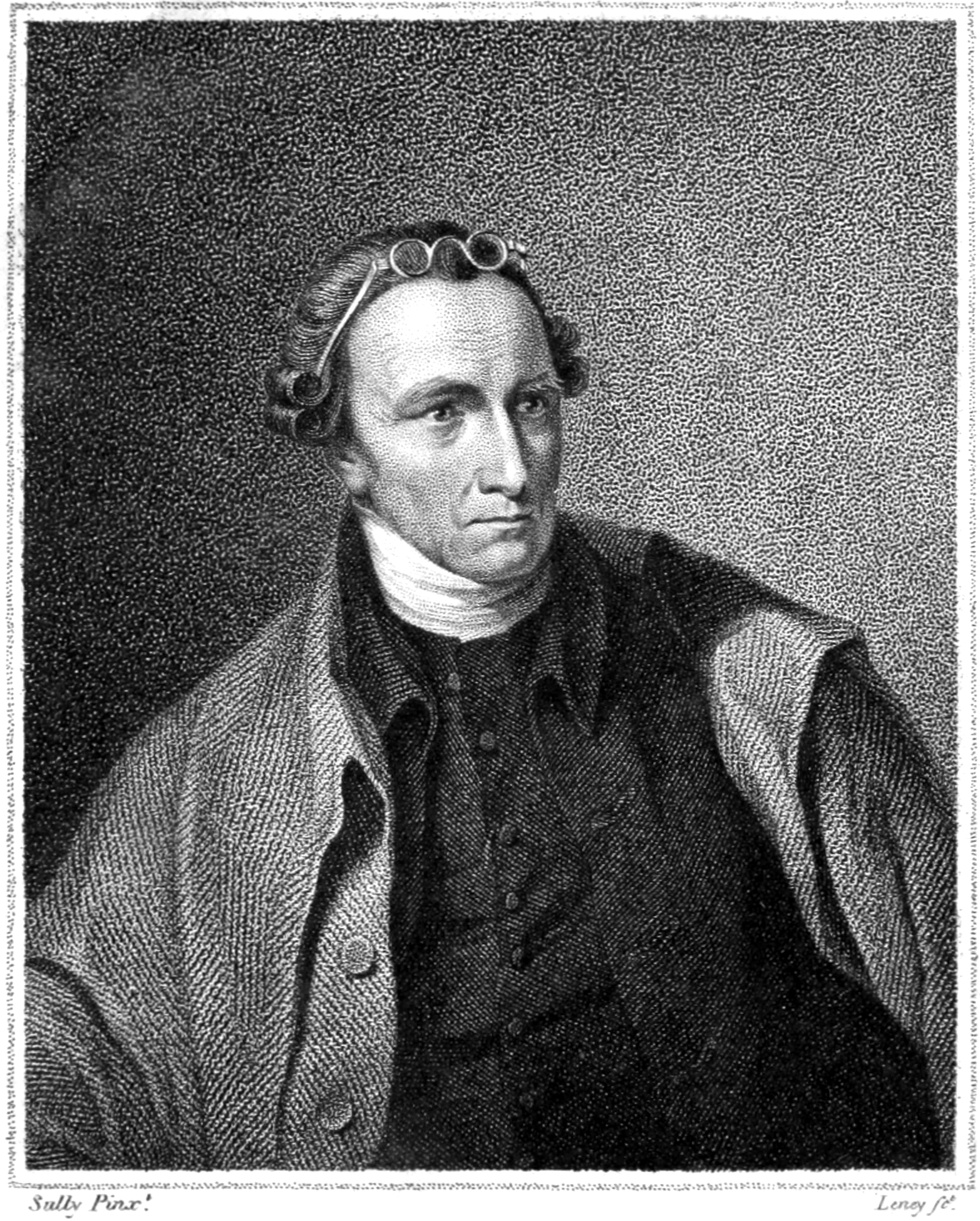
Патрик Генри, гравюра 1817 года.

После завершения своего губернаторства в ноябре 1786 года Генри уже не вернулся в Литервуд, а купил себе участок земли в округе Принс-Эдвард. Там находился колледж Хэмпден-Сидни, который он в 1775 году помог основать, и Генри отправил туда учиться детей. В 1787 году он был избран депутатом от округа в Палату делегатов, где прослужил до конца 1790 года. В конце 1787 года планировалось созвать в Филадельфии Конституционный конвент для пересмотра Статей Конфедерации, и губернатор Рэндольф предложил выбрать Генри делегатом, но Генри отказался, сославшись на трудное финансовое положение. По легенде, когда его спросили о причинах отказа, он ответил: «Я чую неладное» (I smelt a rat).
Генри вполне мог бы быть сторонником борьбы за единство штатов, к чему он уже приложил много усилий. В конце 1786 года Мэдисон был уверен, что Генри будет его сторонником в этом вопросе. Однако, по ряду причин Генри утратил веру в северные штаты. В своё время Конгресс не смог защитить вирджинских поселенцев в долине Огайо, а в 1786 году Генри был возмущён заключением договора Джея-Гардоки, по которому США уступили Испании права на навигацию по реке Миссисипи на 25 лет в обмен на концессии, которые были выгодны северянам. Генри и некоторые другие вирджинцы почувствовали, что Север предал их интересы.
В сентябре 1787 года Вашингтон отправил Генри копию новой конституции, рекомендуя поддержать её. Генри был в Ричмонде на осенней сессии Палаты делегатов, он выразил благодарность Вашингтону за его работу на конвенте и за присылку документа, но сказал, что «к сожалению, мой разум не принимает предложенной Конституции. Я чувствую такие большие сомнения, что даже не знаю, как выразить». Но он предупредил, что способен изменить своё отношение. Такая точка зрения позволила Генри не присоединяться к явным противникам Конституции, как Мэйсон или Рэндольф, и работать над формулировкой своей позиции. Когда в Вирджинии начались споры вокруг Конституции и был созван конвент для обсуждения ратификации, Генри и Мэйсон были среди тех, кто допускал ратификацию при условии внесения некоторых поправок. На март 1788 года были назначены выборы в конвент, а открыться он должен был в июне. В декабре 1787 года Мэдисон написал Джефферсону, что на конвенте будет три партии: партия Вашингтона, которая за конституцию без поправок, партия Рэндольфа-Мэйсона которая за конституцию с поправками и партия Патрика Генри, которая будет выступать за поправки, но на самом деле будет против Конституции.
Генри оставался в Литервуде весь конец 1787 года и начало 1788, и пока в Филадельфии шла кампания за Конституцию, он бездействовал. Были слухи, что он будет бороться за независимость Вирджинии и превращение Штатов в три отдельные конфедерации. Весной Генри стал депутатом конвента от округа Принс-Эдвард и в мае отправился в Ричмонд. К этому моменту 8 штатов уже одобрили Конституцию и для её принятия оставался необходим один последний, девятый голос. Дебаты в Вирджинии воспринимались как последняя попытка предотвратить принятие Конституции.
Вирджинский ратификационный конвент открылся 2 июня 1788 года под председательством Пендлтона. Организаторы наняли хорошего стенографиста, поэтому до нас дошли все речи и реплики присутствующих. Патрик Генри стал основным оппонентом новой Конституции. На его стороне были Джордж Мейсон, Уильям Грейсон и Джон Доусон, и некоторую поддержку оказывали Бенджамин Харрисон, Джеймс Монро и Джон Тайлер.

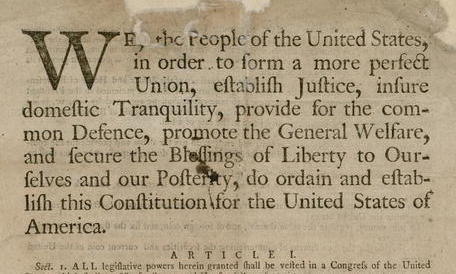
Преамбула Конституции США, издание 1787 года.

Конвент открылся речью Джорджа Николаса, который высказался в пользу Конституции. Генри выступил вторым. Он назвал конституцию ошибочной и опасной для республики. Он напомнил, что всегда был слугой народа и стоял на страже его прав и свобод, и теперь видит, что республика в крайней опасности из-за предложения изменить форму правления и урезать права штатов. Он спросил, почему преамбула конституции начинается со слов «Мы, народ», а не со слов «Мы, штаты», хотя делегаты конвента были избраны штатами, а не народом, и не имели полномочий на изменение формы правления.
Некоторые члены конвента выступили против Генри, в частности полковник Генри Ли. Он сказал, что всегда уважал Патрика Генри за его блестящие достижения, и был уверен, что в таком важном вопросе он выступит со всей мощью своего красноречия, но к его удивлению, вместо тщательного разбора документа Патрик Генри рассказывает о страхах, которые он чувствует, и о предположениях, которые его пугают. «Господин председатель, — спросил он, — нормально ли вообще рассуждать о страхах в этом зале?».
Генри снова вспомнил о проблеме навигации по реке Миссисипи. Он утверждал, что одобрение Конституции означает утрату Миссисипи, потому что северные штаты откажутся от неё в пользу Испании, поскольку их не интересуют торговые интересы южных штатов. В этом вопросе Генри оказался неправ, Конгресс в итоге не ратифицировал договор Джея с испанцами и сохранил за американцами право на навигацию. Это увеличило число сторонников конституции на Юге.
Наконец, в последней попытке остановить ратификацию, 24 июня Генри прочитал речь, достойную его репутации гениального оратора. «Я вижу это — Я чувствую это — Я вижу сущности высшего порядка с волнением ждущих нашего решения. Когда я взираю за горизонт, что препятствует нашему зрению, и вижу те человеческие существа, те разумные существа, что населяют небесные сферы и обозревают политические события и революции будущего Америки, и будущие счастья и несчастья человечества — то я склонен верить, что многое в этой связи зависит от того, что мы решим здесь». В этот момент начался шторм, и по словам одного историка, как будто сами духи, к которым он взывал, явились в здание. Но эта речь не помогла ему. На следующий день конвент ратифицировал конституцию 89-ю голосами против 79-ти. Ещё до голосования Генри выступил с более мягкой позицией, уже понимая, что ратификация неизбежна, и надеясь сохранить своё влияние после ратификации.
После конвента Генри вернулся в Палату делегатов, где ему удалось помешать Мэдисону стать федеральным сенатором от Вирджинии (в то время сенаторы выбирались законодательным собранием). Генри сам не собирался занимать посты в федеральном правительстве, но на выборах и он получил какое-то количество голосов. На президентских выборах Генри входил в состав коллегии выборщиков, где голосовал за Вашингтона и Адамса. Он был сильно разочарован, когда 1-й Конгресс США включил в состав Билля о правах только личные свободы, а не весь набор ограничений исполнительной власти.
Генри покинул Палату делегатов в конце 1790 году, успев выступить против Акта о принятии долга который, в соответствии с Компромиссом 1790 года давал право федеральной власти принять на себя внешний долг штатов. 3 ноября 1790 года Генри предложил резолюцию, которая объявляла акт неконституционным.

## Последние годы жизни

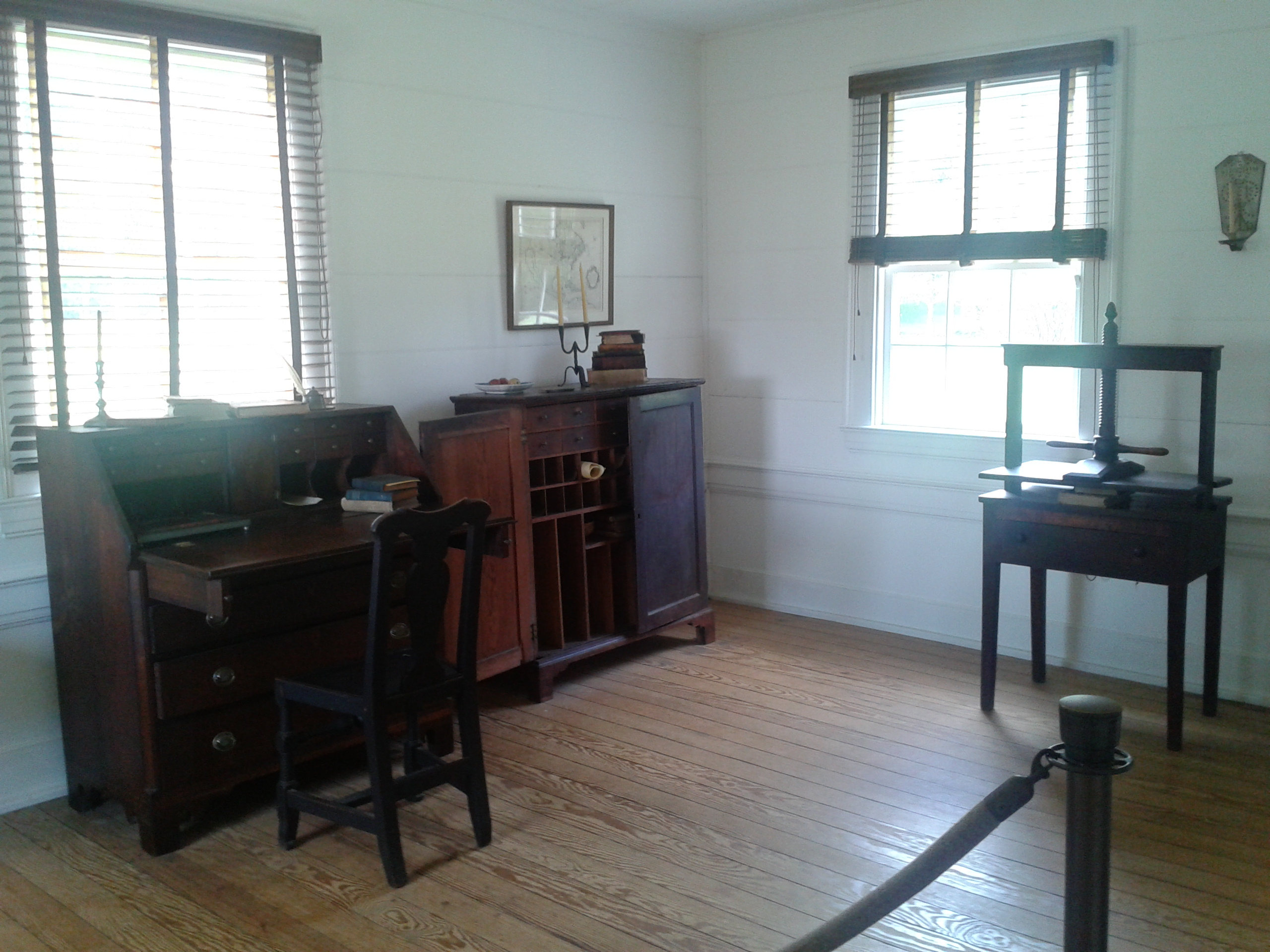
Интерьер юридической конторы Патрика Генри в Ред-Хилл.

После службы в Палате Генри оказался в долгах, которые отчасти набрал ещё в годы своего губернаторства, и ему пришлось заняться торговлей землёй и юридической практикой в округах Принс-Эдвард и Бэдфорд. Когда в Вирджинии открылся первый федеральный суд, британские кредиторы сразу же подали множество исков по компенсации убытков, понесённых в годы Войны за независимость. Генри был среди защитников в деле Джонс против Уокера в 1791 году, где его напарником был Джон Маршалл, который потом назвал его великим оратором и опытным адвокатом. Дело кончилось ничем, но в следующем деле, Уэр против Хилтона, Генри выступал перед Верховным судьёй Джоном Джеем и судьёй Джеймсом Айрделлом, который однажды воскликнул: «Милостивый Боже! Да он действительно оратор!». Генри и Маршал сначала успешно вели дела, но истцы подали апелляцию и в итоге Верховный суд решил дело в пользу британских истцов.
Дружба между Патриком Генри и Вашингтоном ослабла в дни споров о ратификации, но к 1794 году они как будто пришли к согласию. Для Генри Вашингтон был ближе, чем Джефферсон или Мэдисон, а Вашингтон всё ещё считал себя обязанным Генри за то, что тот предупредил его о заговоре Конвея. В 1794 году Вашингтон предложил ему место в Верховном суде, но Генри отказался, чувствуя, что больше нужен своей семье. Вашингтон даже пытался предложить ему пост госсекретаря или посла в Испании, а вирджинский губернатор Генри Ли хотел назначить его в Сенат, но Генри всякий раз отказывался. Генри был всё ещё популярен в Вирджинии, что делало его привлекательным союзником, так что даже Джефферсон пытался привлечь его на свою сторону. Когда в 1796 году стало ясно, что Вашингтон не пойдёт на третий срок, Маршалл и Ли подумывали о выдвижении его кандидатом в президенты, но Генри не проявил интереса. В том году Ассамблея снова выбрала его губернатором, но он отказался, ссылаясь на возраст и плохое здоровье. Этот отказ только повысил его популярность, и теперь его, как Вашингтона, считали Цинцинаттом, отказавшимся от власти ради своей земли и плуга.

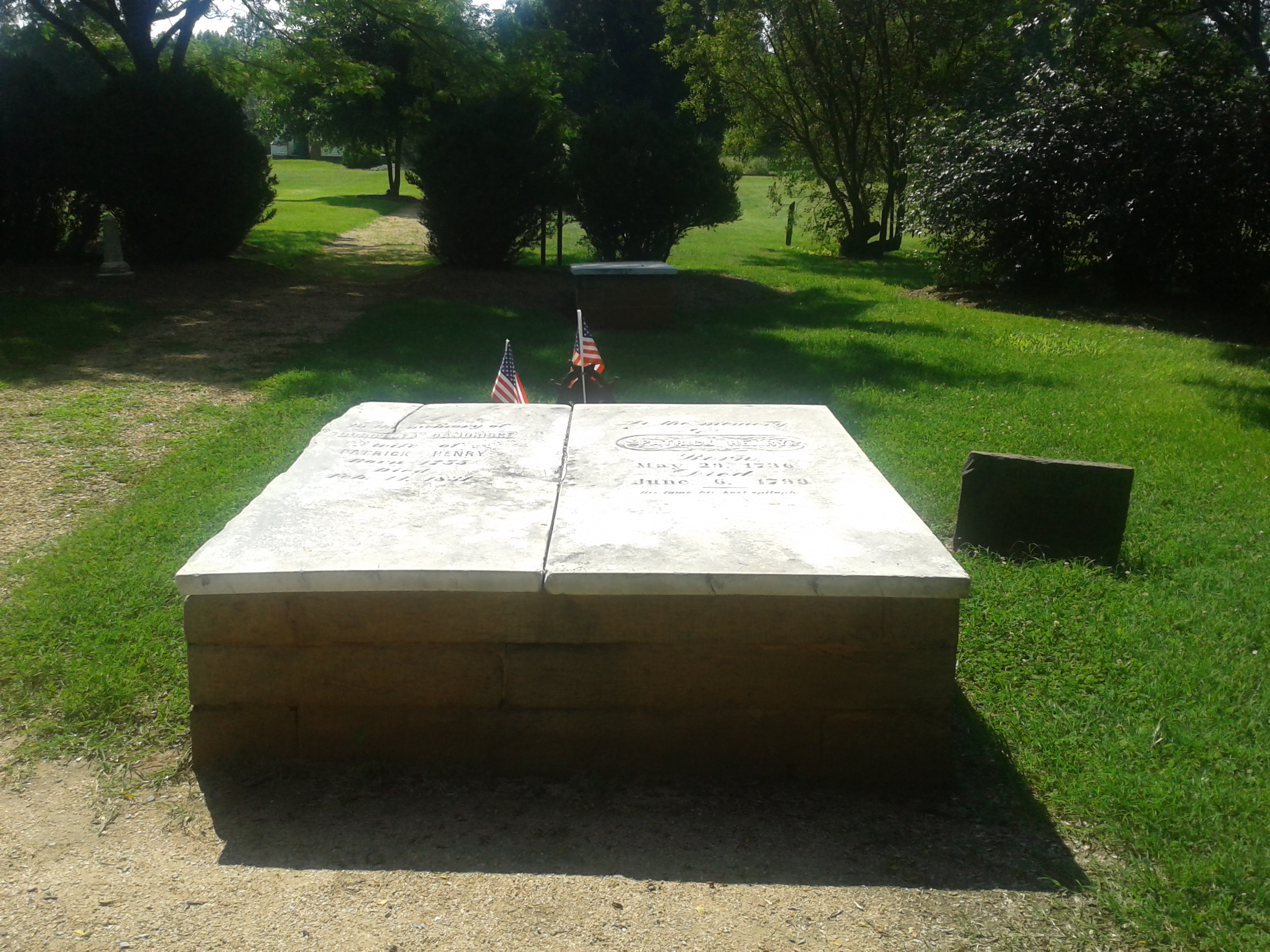
Могила Патрика Генри и Доротеи Генри в Ред-Хилл.

В 1792 году Генри продал всю свою собственность в округе Принс-Эдвард и переехал в округ Кэмпбелл, на плантацию Лонг-Айленд. В 1794 году он приобрёл усадьбу Ред-Хилл около Брукнила в округе Шарлотт, где и прожил с семьёй почти весь год. Он приветствовал избрание президентом своего давнего друга Джона Адамса, который на президентских выборах 1796 года победил его недруга Джефферсона, но он был недоволен законами, известными как Alien and Sedition Acts, которые были приняты в 1798 году. Он сам ничего не сказал по этому поводу, но поддержал выборы в палату представителей Маршалла, умеренного федералиста. Вирджинские федералисты уговаривали Генри вернуться в политику, но он уступил только в начале 1799 года, после личной просьбы Вашингтона. Он отклонил предложение президента Адамса стать послом во Франции, и 4 марта 1799 года снова стал делегатом Вирджинской ассамблеи от округа Шарлотт.
Генри вернулся в Ред-Хилл, но в середине апреля его здоровье ухудшилось. В начале июня его старшая дочь, Марта Фонтейн, которая жила в двух днях пути от его дома, получила письмо, где он сообщал, что очень плох. Прибыв в Ред-Хилл она застала отца сидящим в кресле (ему было трудно лежать), умирающим от инвагинации кишечника. 6 июня, когда уже ничего не помогало, доктор Кейбелл предложил ему выпить ртуть. «Острое воспаление кишечника уже началось, — сказал он, — и если его не удалить, то начнётся гангрена, если она уже не началась, чего я опасаюсь». Тогда Генри, держа в руках склянку ртути, помолился простой, детской молитвой, за семью и за свою страну, а затем спокойно выпил ртуть. Потом он спокойно наблюдал, как коченеют его пальцы, говорил с семьёй, в частности о том, что благодарен Богу за возможность умереть без всякой боли. Под конец он обратился к врачу, заметив, как полезна религия умирающему человеку, после чего ещё дышал некоторое время и беззвучно скончался.

## Потомки
У Патрика Генри было 17 детей от двух жён. От первой жены, Сары Шелтон, у него было 6 детей:
- Марта (1755—1818)
- Джон (1757— ок. 1791)
- Уильям (1763—1798)
- Анна (19 июля 1767 — 22 мая 1799), замужем за Спенсором Роаном[англ.]
  - её сын: Уильям Генри Роан[англ.]
- Элизабет (23 апреля 1769 — 14 сентября 1842)
- Эдвард (Недди) (1771—1794)

От второй жена, Доротеи Дэндридж, у Генри было 11 детей:
- Доротея Спотсвуд (Долли) (20 октября 1778 — 17 июня 1854)
- Сара (Салли) (4 января 1780 — 10 декабря 1856)
- Марта-Катарина (Китти) (3 ноября 1781 — 22 мая 1801)
- Патрик Младший (15 августа 1783 — 22 сентября 1804)
- Файетт (9 октября 1785 — 16 марта 1813)
- Александр Спотсвуд (2 июня 1788 — 6 января 1854)
- Натаниель Вест (7 апреля 1790 — 6 сентября 1851)
- Ричард (1792—1793)
- Эдвард Уинстон (21 января 1794 — 12 октября 1872)
- Джон (16 февраля 1796 — 7 января 1868)
  - его сын: Уильям Вирт Генри[англ.]
- Джейн Робертсон (1798)

## Религиозные взгляды
Сложно сказать, насколько верующим человеком был Патрик Генри в юности, поскольку, подобно иным юным вирджинцам своего времени, он старался не обсуждать своё отношение к вере. Как и многие другие отцы-основатели, Генри интересовался в основном социальным влиянием религии, и не придавал большого значения личной религиозной практике. Во взрослом возрасте он не посещал церковь, хотя и читал много религиозной литературы, в частности, книгу View of the Internal Evidence of the Christian Religion авторства Соама Дженинса. Дженинс, не отрицая библейских чудес, полагал, что основой Библии является её этическое учение, которое и доказывает божественной происхождение Библии.
В годы его детства в Вирджинию пришло движение, известное как «Ривайвелизм». Отец Патрика был убеждённым англиканцем, но мать часто водила его на проповеди пресвитерианских проповедников. Патрик всю жизнь оставался англиканцем, но испытывал влияние пресвитерианцев, таких как Самуэль Дэвис, которые полагали, что человек должен не только спасать свою душу, но и помогать обществу. От них он так же узнал, что оратор должен не только владеть рациональными доводами, но и уметь достучаться до сердца человека. Пресвитериане в итоге сильно повлияли на ораторскую технику Патрика Генри.
Возможно, под влиянием своего дяди, преподобного Патрика Генри, Генри-Младший хорошо разбирался в Священном Писании, часто цитировал его и проводил библейские аналогии. Выступление против клириков в «Деле Парсона» создало ему репутацию врага религии, хотя он не был таковым. Ближе к концу жизни он поддерживал Епископальную церковь, официальную церковь Вирджинии того времени, и протестовал против закона о свободе вероисповедания 1786 года. Джефферсон однажды написал Мэдисону, что свобода религии наступит только тогда, когда Патрик Генри умрёт. Генри с тревогой следил за событиями  Французской революции, боясь, что она расшатает основы социальных принципов и станет угрозой морали и религии. Его племянник Спенсер Роан замечал, что к концу жизни Патрик стал более религиозным, склонял к христианству своих друзей, каждое утро читал Библию и был недоволен, когда узнал, что его считают деистом, полагая, что деизм — «ещё одно название для порока и разврата».

## Историческое наследие

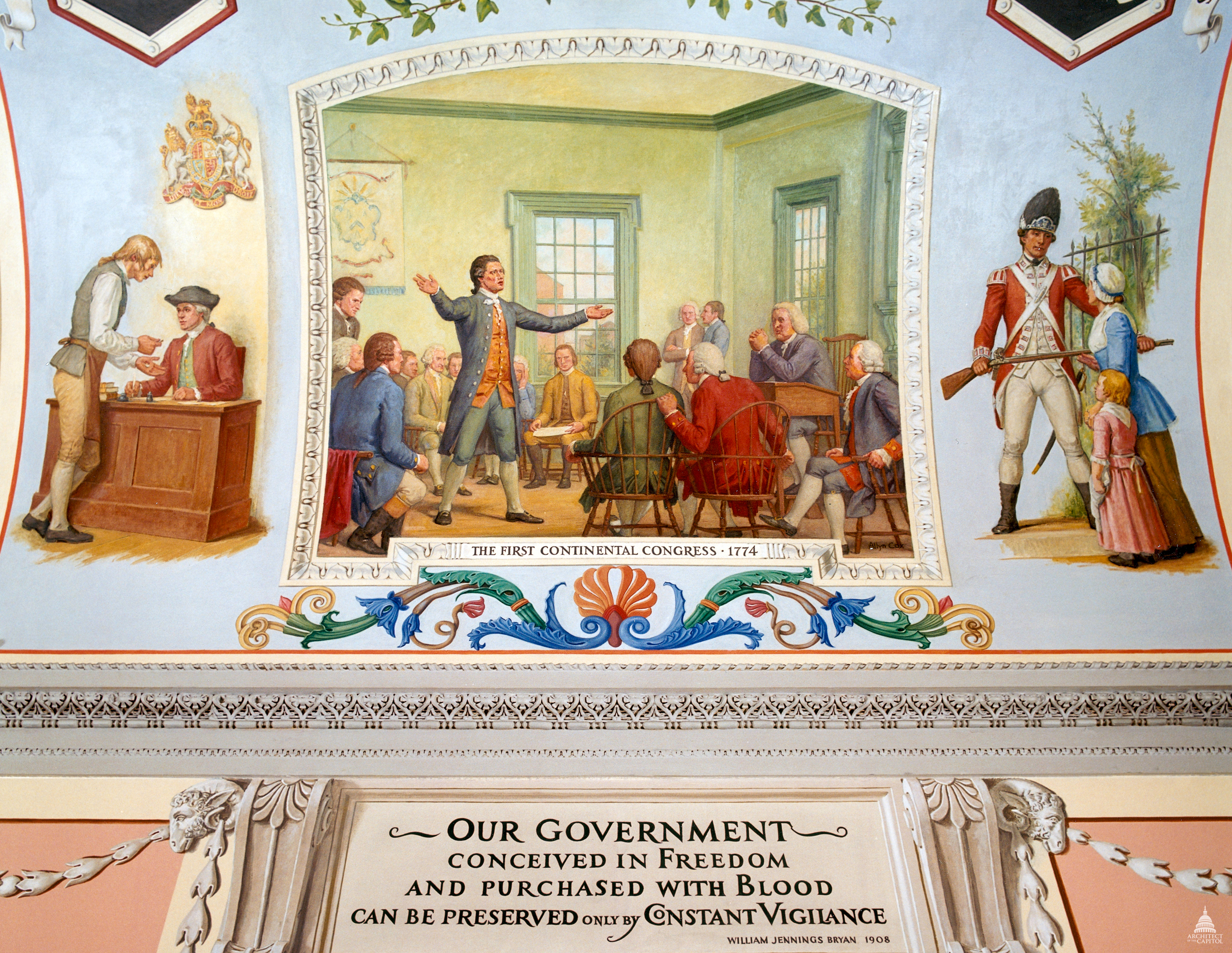
Выступление Патрика Генри на 1-м Континентальном конгрессе. Фреска в Капитолии США.

Республиканцы недолюбливали Генри и даже после его смерти, в конце 1799 года, предложение об установке его мраморного бюста в здании законодательного собрания было отклонено. Но постепенно враждебность проходила, и Патрик Генри стал вспоминаться в основном как великий оратор. В 1817 году была опубликована его биография (Sketches of the Life and Character of Patrick Henry) авторства Уильяма Вирта, которая уделяла его ораторским способностям больше внимания, чем его политическим взглядам. Книга стала очень популярна и к 1871 году выдержала 25 изданий. Томас Джефферсон (с которым Вирт переписывался) признавал, что его и Патрика пути разошлись в 1781 году, но он называл его величайшим оратором в истории, который дал первый импульс американский революции. Но Джефферсон считал Генри человеком несовершенным, жадным до денег и славы. Вирт включил в свою биографию позитивные характеристики, данные Джефферсоном, но исключил негативные.
Перед началом Гражданской войны о Патрике стали часто вспоминать, при этом на Севере и на Юге его идеи трактовали в свою пользу. Аболиционист Хилтон Хелпер вспоминал рассуждения Генри об аморальности рабства, и утверждал, что современные ему рабовладельцы забыли об аболиционистских традициях Юга. С другой стороны, идеологи Юга вспоминали рассуждения Генри о несовершенстве Конституции и о том, что она угрожает правам штатов. Уже после войны Александр Стивенс писал, что Генри обладал интуицией, сверхчеловеческим даром, который позволил ему разглядеть потенциальную опасность Конституции с первого взгляда. Патрик Генри Фонтейн (потомок Генри) писал в 1870 году, что все предсказания Генри об опасности Конституции сбылись.
Однако со временем возобладала точка зрения, которую выразил историк и сенатор Альберт Беверидж: он писал, что Генри искренне осуждал Конституцию, но та искренность не делает его точку зрения правильной. Он полагал, что Генри боролся против самой судьбы Америки, против тех сил, что сделали её хозяином всего мира. Для историков того времени Генри стал великим патриотом, который дезориентировался в конце 1780-х годов.

## Мемориалы

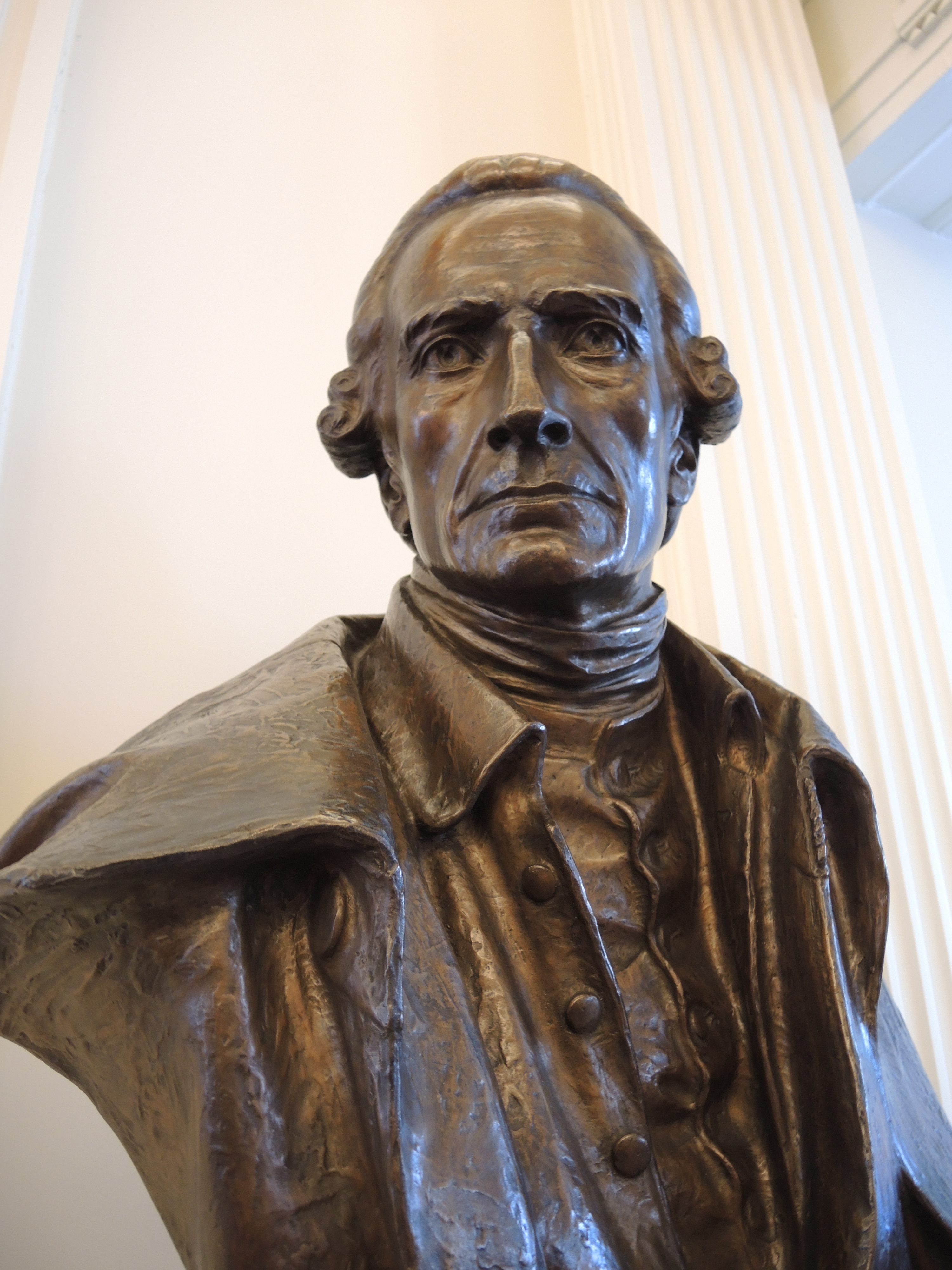
Бюст Патрика Генри работы Фредерика Сиверса

Усадьба Studley, на которой родился Патрик Генри, сгорела в 1807 году. В 1995 году участок был выкуплен организацией «Preservation Virginia» в охранных целях. Усадьба Rural Plains, где родилась Сара Шелтон, и где она венчалась с Патриком, в 1864 году оказалась на территории, где 29 мая (в день рождения Патрика Генри) началось Сражение на Тотопотоми-Крик. Шелтоны продали усадьбу в 2001 году она перешла в собственность национального парка Richmond National Battlefield Park. Усадьба Scotchtown, на которой Генри периодически жил между 1771 и 1776 годами, впоследствии перешла к семье Шеппард, которая продала её организации «Preservation Virginia» в 1958 году. Усадьба Red Hill, где Генри провёл последние годы жизни, умер и был похоронен, сгорела в 1919 году, но была реконструирована. В 1944 году её приобрела организация Patrick Henry Memorial Foundation, в 1973 году она вошла в списки Virginia Landmarks Register, а в 1978 году была включена в Национальный реестр исторических мест США как Red Hill Patrick Henry National Memorial.
В годы Второй мировой войны на Вирджинском полуострове был основан военный лагерь Кэмп Патрик Генри, где готовили военных для переброски в Северную Африку, Европу и Новую Гвинею. В 1949 году аэродром при базе стал использоваться гражданской авиацией как Аэродром Патрика Генри с кодом PHF (Patrick Henry Field). В 1988 году военные покинули аэропорт, а в 1990 году он был переименован в Международный аэропорт Ньюпорт-Ньюс/Уильямсберг, но сохранил код PHF.
В 1853 году в Нью-Йорке был построен 1300-тонный колёсный пароход Yorktown, который в апреле 1861 года, после начала Гражданской войны, был захвачен властями Вирджинии и переименован в CSS Patrick Henry. В 1862 году он участвовал в битве на Хэмптонском рейде (на вторых ролях), потом использовался как учебное судно, а 3 апреля 1865 года был сожжён командой.
11 апреля 1960 года на вооружение ВМС США была принята подводная лодка типа «Джордж Вашингтон» USS Patrick Henry. Она была выведена из состава флота 25 мая 1984 года.
В честь Патрика Генри названы округа «Патрик Генри» в Алабаме, Джорджии, Иллинойсе, Индиане, Кентукки, Миссури, Огайо, Теннесси и Вирджинии.

### Статьи
- Космач П. Г. Дело вирджинских приходских священников 1762–1763 гг. в контексте нарастания антибританских настроений на территории североамериканских колоний Англии // Веснік Магілёўскага дзяржаўнага ўніверсітэта імя А. А. Куляшова. — Могилёв: Могилёвский государственный университет, 2009. — Т. 33, вып. 2/3. — С. 34—39.
- Beeman R. R. The Democratic Faith of Patrick Henry (англ.) // The Virginia Magazine of History and Biography. — Richmond: Virginia Historical Society, 1987. — Vol. 95, iss. 3. — P. 301—316. — ISSN 0042-6636.
- Einhorn R. L. Patrick Henry's Case against the Constitution: The Structural Problem with Slavery (англ.) // Journal of the Early Republic. — Philadelphia: University of Pennsylvania Press, 2002. — Vol. 22, iss. 2. — P. 549—573.
- Hill A. S. The Parson's Cause (англ.) // Historical Magazine of the Protestant Episcopal Church. — Austin: Historical Society of the Episcopal Church, 1977. — Vol. 46, iss. 1. — P. 5—35. — ISSN 0018-2486.
- Matthews L. J. Patrick Henry’s «Liberty or Death» Speech and Cassius’s Speech in Shakespeare’s «Julius Caesar» (англ.) // The Virginia Magazine of History and Biography. — Richmond: Virginia Historical Society, 1978. — Vol. 86, iss. 3. — P. 299—305. — ISSN 0042-6636.